# Island of Kesmai
Island of Kesmai est un jeu vidéo en ligne de type multi-user dungeon développé par John Taylor et Kelton Flinn et lancé sur le service CompuServe en 1985. John Taylor et Kelton Flinn commencent à développer un multi-user dungeon en mode texte intitulé Dungeons of Kesmai à la fin des années 1970 alors qu’ils étudient à l’université de Virginie,. Le jeu devient rapidement populaire auprès des étudiants de l’université et en 1981, ils fondent le studio Kesmai et se rapprochent du fournisseur de services en ligne CompuServe avec l’idée de lancer le jeu sur leur service. Dungeons of Kesmai est ainsi mis en ligne sur CompuServe en 1982,. John Taylor et Kelton Flinn développent ensuite son successeur – intitulé Island of Kesmai – qui est lancé en 1985.
Sa suite – intitulée Legends of Kesmai – est lancée sur le service en ligne d’AOL en 1996. Elle migre ensuite sur le réseau Gamestorm avant d’être abandonnée en 1999 après le rachat de Gamestorm par Electronic Arts.

## Développement
Island of Kesmai est développé par John Taylor et Kelton Flinn au début des années 1980. Entre 1979 et 1980, alors qu’ils sont étudiants à l’université de Virginie, ils programment en Basic un dungeon crawler inspiré de Donjons et Dragons sur un ordinateur HP 2000. Pendant l’été 1980, ils le convertissent en Pascal afin de l’adapter aux microprocesseurs Zilog Z80 et le jeu devient un multi-user dungeon qu’ils baptisent Dungeons of Kesmai. Celui-ci permet alors à jusqu’à six joueurs d’explorer des donjons infestés de monstres à la recherche de trésors et combinent des graphismes en ASCII avec des descriptions textuelles. Dungeons of Kesmai se révèle populaire au sein de leur université mais il est techniquement limité et John Taylor et Kelton Flinn décident donc d’en créer une nouvelle version – intitulée Islands of Kesmai – avec pour objectif d’y ajouter de nouvelles fonctionnalités et d’en faire un jeu massivement multijoueur. En 1981, ils fondent le studio Kesmai à Charlottesville en Virginie et alors que le jeu commence à prendre forme, ils en envoient une copie à Bill Louden, le responsable du département jeu du fournisseur de services en ligne CompuServe. Celui-ci se montre intéressé mais après une démonstration au siège de la société à Columbus, il juge le projet trop ambitieux et il leur demande notamment d’abandonner l’idée d’en faire un jeu multijoueur. Ils se rabattent alors sur un projet moins ambitieux et c’est finalement une adaptation de la version sur HP 2000 de Dungeons of Kesmai qui est lancé sur le service de jeu en ligne de CompuServe en 1982. Trois ans leur sont ensuite nécessaires pour faire de Islands of Kesmai un projet viable. Dans cet intervalle, ils convertissent notamment son code source du Pascal au Basic, qui est plus adapté au service de CompuServe. Le jeu est finalement lancé en 1985 à un tarif de 6 USD par heure pour les utilisateurs d’un modem 300 bit/s et de 12 USD par heure pour ceux disposant d’un modem 1200 bit/s.